# Afrička ljubica
Afrička ljubičica (lat. Saintpaulia) je nekadašnji biljni rod od 7 ili više vrsta zeljastih višegodišnjih cvjetnica iz porodice Gesneriaceae, danas kompletno uklopljen u rod Streptocarpus. Porijeklom su iz Tanzanije i Kenije u istočnoj tropskoj Africi, s koncentracijom vrsta u planinama Nguru u Tanzaniji. 
Rod je vrlo usko povezan s rodom Streptocarpus, a nedavne filogenetske studije sugeriraju, da je evoluirao direktno iz podroda Streptocarpella. Zajednički naziv je afrička ljubičica dobila je, jer podsjeća na ljubičicu (Viola, porodica Violaceae). Obično je afrička ljubičica - kućna biljka lončanica, ali može rasti i vani.
Rod je dobio ime po barunu Walteru von Saint Paul-Illaireu (1860. – 1910.), koji je otkrio biljku u Tanganjiki (sada Tanzanija) 1892. i poslao sjeme ocu, amaterskom botaničaru u Njemačku. Dva britanska biljna entuzijasta, Sir John Kirk i velečasni W.E. Taylor, još prije su poslali uzorke afričke ljubičice u London, ali kvaliteta uzoraka nije bila dovoljna, da omogući znanstveni opis. 
Afrička ljubičica raste do visine 6-15 cm i širine 6-30 cm. Listovi su ovalni, 2,5-8,5 cm dugi s 2-10 cm dugom peteljčicom, fino dlakavi i s mesnatom teksturom. Cvjetovi su promjera 2-3 cm, s pet- baršunastih latica. Boja cvijeta u divljih vrsta može biti: ljubičasta, purpurna, svijetloplava ili bijela. Afrička ljubičica simbol je majki i majčinstva te tradicionalni dar majkama u mnogim kulturama diljem svijeta.
Nekoliko vrsta i podvrsta je ugroženo, zbog krčenja prašuma za potrebe poljoprivrede.
Rod je opisao Hermann A. Wendland, 1893

## Vrste
- Saintpaulia brevipilosa B.L. Burtt sinonim od Streptocarpus brevipilosus (B.L.Burtt) Mich.Möller & Haston
- Saintpaulia goetzeana Engl. sinonim od Streptocarpus goetzeanus (Engl.) Christenh.
- Saintpaulia inconspicua B.L. Burtt sinonim od Streptocarpus inconspicuus (B.L.Burtt) Christenh.
- Saintpaulia ionantha H.Wendl. sinonim od Streptocarpus ionanthus (H.Wendl.) Christenh.
- Saintpaulia nitida B.L. Burtt sinonim od Streptocarpus nitidus (B.L.Burtt) Mich.Möller & Haston
- Saintpaulia pusilla Engl. sinonim od Streptocarpus afroviola Christenh.
- Saintpaulia rupicola B.L. Burtt sinonim od Streptocarpus ionanthus subsp. rupicola (B.L.Burtt) Christenh.
- Saintpaulia shumensis B.L. Burtt sinonim od Streptocarpus shumensis (B.L.Burtt) Christenh.
- Saintpaulia teitensis B.L. Burtt sinonim od Streptocarpus teitensis (B.L.Burtt) Christenh.
- Saintpaulia tongwensis B.L. Burt sinonim od Streptocarpus ionanthus (H.Wendl.) Christenh.
- Saintpaulia ulugurensis Haston sinonim od Streptocarpus ulugurensis (Haston) Haston
- Saintpaulia watkinsii Haston  sinonim od Streptocarpus afroviola var. watkinsii (Haston) Christenh.

## Vanjske poveznice
- genus African violet, Saintpaulia H. Wendl.